# ТЕС Шахруд
ТЕС Шахруд — іранська теплова електростанція на півночі країни в провінції Семнан. За усталеною в ісламському Ірані традицією також отримала власну назву «Шехід-Бастамі».
Станцію ввели в експлуатацію у 2011 році з двома встановленими на роботу у відкритому циклі газовими турбінами MAPNA V94.2 (ліцензійна версія турбіни, розробленої німецькою компанією Siemens). Первісно вони мали потужність по 162 МВт, а в 2020-му були модернізовані до варіанту MGT-70 (3) з показником 183 МВт (при цьому паливна ефективність зросла з 34,2 % до 36,2 %).
ТЕС розрахована на споживання природного газу, постачання якого відбувається по трубопроводу Парчін – Сангбаст.
Видача продукції відбувається по ЛЕП, розрахованій на роботу під напругою 230 кВ.